# Route nationale 27 (Madagaskar)
Die Route nationale 27 (RN 27) ist eine 275 km lange meist nicht befestigte Nationalstraße in den Regionen Ihorombe und Atsimo-Atsinanana im Südosten von Madagaskar. Sie zweigt bei Ihosy von der RN 7 ab und führt in südöstlicher Richtung über Sahambano, Analavoky, Ivohibe, Maropaika und Mahatsinjo nach Farafangana an die RN 12.